# Vangel Zabev
Vangel Zabev es un deportista yugoslavo que compitió en natación adaptada. Ganó dos medallas de bronce en los Juegos Paralímpicos de Arnhem 1980.

## Palmarés internacional
| Juegos Paralímpicos | Juegos Paralímpicos   | Juegos Paralímpicos | Juegos Paralímpicos |
| Año                 | Lugar                 | Medalla             | Prueba              |
| ------------------- | --------------------- | ------------------- | ------------------- |
| 1980                | Arnhem (Países Bajos) | Medalla de bronce   | 50 m libre E1       |
| 1980                | Arnhem (Países Bajos) | Medalla de bronce   | 150 m estilos E1    |